# Dicranomyia (Dicranomyia) distendens
Dicranomyia (Dicranomyia) distendens is een tweevleugelige uit de familie steltmuggen (Limoniidae). De soort komt voor in het Palearctisch en Nearctisch gebied.